# Contenuto generato dagli utenti
Per contenuto generato dagli utenti (dall'inglese user-generated content; sigla UGC) si intende qualsiasi tipo di contenuto - come ad esempio: post nei blog, contributi a wiki, discussioni nei forum, post nelle reti sociali e tweet, podcast e altri tipi di file audio, immagini e video digitali - creato dagli utenti e pubblicato in Internet, spesso reso fruibile tramite le piattaforme di rete sociale.
Questo fenomeno è visto come un sintomo della democratizzazione della produzione di contenuti multimediali reso possibile dalla diffusione di soluzioni hardware e software semplici e a basso costo.

## Definizione

### Origine e diffusione
L'espressione “contenuto generato dagli utenti” inizia a diffondersi in seguito alla comparsa di piattaforme web abilitanti la produzione e l'ampia condivisione di contenuti realizzati da appassionati e amatori; in sostanza soggetti fuori dal circuito professionale del mercato. Prima di questa innovazione tecnologica le produzioni e la creatività dei prosumer, non potendo contare su mezzi di comunicazione di massa per le masse, erano destinate a un bacino di pubblico molto più ristretto. La produzione di UGC è quindi legata all'espansione di nuove tecnologie della comunicazione, sempre più accessibili e a basso costo. La produzione di tali contenuti sfrutta inoltre l'utilizzo di programmi open source, software liberi e può appoggiarsi a contenuti terzi con licenze flessibili volte a ridurre ulteriormente le barriere di collaborazione. La possibilità di creare e pubblicare contenuti abilitata e sostenuta dal Web 2.0 ne aumenta quindi la visibilità e li rende più facilmente diffondibili. Il passaggio al Web 2.0 ha inoltre fatto sì che gli internauti, da utenti visitatori delle pagine e fruitori di contenuti, diventassero anche autori degli stessi rendendo la Rete il luogo abilitante la cultura partecipativa.

Utenti che utilizzano il fax "Impronta" (1994) per scambiarsi contenuti prodotti dal basso per divertimento.

Alla fine del 2006, proprio per la grande affluenza di utilizzatori delle piattaforme e della conseguente visibilità nella produzione di questi contenuti, il settimanale di attualità statunitense Time decide di decretare come persona dell'anno “You”, ovvero ciascuno degli utenti-produttori della Rete, mettendo in copertina l'immagine di un computer che all'interno dello schermo aveva una lastra riflettente così che ogni lettore potesse vedervi all'interno il proprio volto.

### Caratteristiche del contenuto generato dagli utenti (definizione dell'OCSE)
La pletora di tipologie di contenuti generati dagli utenti non ha una definizione unica ed esclusiva, tuttavia l'OCSE (Organizzazione per la Cooperazione e lo Sviluppo Economico) fornisce delle linee guida sotto forma di tre criteri per illustrare quali siano i requisiti generali che essi debbano avere:
- Requisiti di pubblicazione: sebbene gli UGC possano essere elaborati da un utente e mai pubblicati in rete o altrove, prenderemo in considerazione quegli UGC che vengono pubblicati in un qualche contesto, che sia su un sito internet accessibile da tutti o su una pagina di una rete sociale ristretto a un gruppo selezionato di persone (per esempio: studenti universitari). Sono quindi esclusi contenuti diffusi tramite posta elettronica, chat e simili.
- Sforzo creativo: questo implica che una certa quantità di sforzo creativo sia impiegato nella costruzione del materiale o nell'adattamento di qualcosa di preesistente per creare qualcosa di nuovo. Gli utenti devono cioè aggiungere un proprio valore al lavoro. Lo sforzo creativo dietro agli UGC spesso ha un elemento collaborativo, come nel caso di siti web che gli utenti possono cambiare collaborativamente. Per esempio, copiare semplicemente un pezzo di un programma televisivo e “postarlo” in un sito web che pubblica materiale video (attività frequente nei siti UGC) non può essere considerato UGC. Se un utente carica le sue fotografie, oppure esprime i suoi pensieri in un blog o crea un nuovo video musicale, questo può essere considerato UGC. Tuttavia è difficile stabilire quale sia il livello minimo di sforzo creativo ammissibile: la valutazione dipende infatti anche dal contesto.
- Creazione al di fuori delle pratiche e delle routine professionali: il contenuto generato dagli utenti è generalmente creato fuori dalle routine e dalle pratiche professionali. Spesso non ha un contesto di mercato istituzionale o commerciale. In casi estremi, l'UGC può essere prodotto da non professionisti senza l'attesa di un profitto o di una remunerazione. Fattori motivazionali includono: la connessione con altri utenti, ottenere un certo livello di notorietà, prestigio e il desiderio di esprimersi.

I confini di queste caratteristiche risultano quindi sfumati e dipendenti dal singolo contesto di osservazione.

## UGC e media di massa
Dalla nascita dei new media, ciò che cambia è il senso di posizione nella comunicazione e il numero di utenti attivi della rete è in costante aumento. Gli utenti, non più solo consumatori, imparano a sfruttare al meglio le opportunità di interazione e creazione di contenuti digitali nel web. L'audience attiva, partecipativa e creativa è oggi, in relazione al grado di accessibilità agli strumenti elettronici, prevalente e di conseguenza in grado di influenzare il mercato dei media di massa e le audience globali. Dal punto di vista del mercato e dei media tradizionali la diffusione e la produzione degli UGC ha segnato un cambio di rotta, passando dal produrre contenuti pensati per un pubblico all'incorporare nel proprio flusso produttivo i contenuti creati in Rete dagli utenti. Le marche si inseriscono negli ambienti di produzione grassroot e nelle reti sociali proprio alla luce di questo cambiamento di rotta, che venne anticipato nel 1999 da Rick Levine, Christopher Locke, Doc Searls e David Weinberger nel Cluetrain Manifesto. Le prime sei tesi infatti indicano come il rapporto tra produttori e consumatori si sia evoluto portando i mercati ad essere conversazioni tra i due soggetti. Infatti molte aziende richiedono ai propri consumatori di postare delle recensioni o dei commenti, lanciano campagne specifiche e contest, cercano l'interazione e il dialogo con gli utenti per poter attivare collaborazioni come la co-progettazione di nuovi prodotti o l'apporto di eventuali migliorie.

### Citizen Media
Il termine “citizen media” è stato coniato da Clemencia Rodriguez per definire la partecipazione attiva delle audience nelle loro comunità, attraverso l'utilizzo delle nuove forme tecnologiche e mediali. Si tratta di un esempio esplicativo di come la comunicazione online, in alternativa alla comunicazione verticale dei media di massa, rappresenti una forma di produzione sociale partecipativa, ovvero una partecipazione tra pari. Lo studioso Dan Gillmor, nel suo saggio "We the Media", affronta questo argomento, sostenendo che i media tradizionali non detengano più il monopolio delle notizie; al contrario, grazie alla possibilità di pubblicare in tempo reale, sono i cittadini i nuovi pionieri dell'informazione. Gillmor individua inoltre la causa della mancanza di creatività ed innovazione negli Stati Uniti nell'uso estensivo del copyright, scegliendo per questo di pubblicare il suo libro sotto un creative commons, in modo da renderlo di dominio pubblico entro 14 anni dalla pubblicazione. Il termine citizen media è oggi sostituito, all'interno degli ambienti giornalistici online, dal termine giornalismo partecipativo (in inglese citizen journalism). Il giornalismo partecipativo gioca un ruolo chiave nel processo di produzione e diffusione delle notizie che attraverso le possibilità concesse dai nuovi mezzi tecnologici, permette di sperimentare nuove forme di partecipazione, negli ambienti giornalistici, da parte di semplici cittadini. La sperimentazione “dal basso” ha generato innovazione tecnica, artistica, nei suoni e nelle associazioni con le audience, ripresa e portata, poi, all'interno dei media di massa. Il semplice cittadino, dotato di un apparecchio tecnologico connesso, pubblica e distribuisce online - anche con bassi standard qualitativi - contenuti informativi di ogni genere e, secondo lo studioso dei media australiano Axel Burns, svolge la funzione di gatewatcher, ovvero determina la notiziabilità di un evento accaduto. L'avvento del contenuto generato dagli utenti segna una svolta nelle aziende che si occupano di media, dalla creazione di contenuti on line alla creazione di ambienti e strumenti per permettere a non professionisti (ovvero la "gente comune") di pubblicare i propri contenuti in luoghi importanti. La British Broadcasting Corporation (BBC) organizzò un gruppo di prova "User-Generated Content" (UGC), composto da tre persone, nell'aprile del 2005. A seguito degli attentati di Londra del 2005 e dell'incendio del deposito petrolifero dell'Hertfordshire nello stesso anno, il gruppo divenne permanente e venne ampliato, riflettendo l'arrivo del giornalismo partecipativo (citizen journalism) nei media principali. Durante il disastro di Buncefield, la BBC ricevette oltre 5 000 foto dai suoi spettatori. Il dibattito sulle caricature di Maometto sullo Jyllands-Posten (gennaio 2006) portò a ricevere oltre 22 000 email da parte degli spettatori nelle prime due settimane. Di norma la BBC non remunera i contenuti generati dai suoi spettatori.

### Autoproduzioni
La retorica del web 2.0 è fortemente legata all'idea di una massa di consumatori creativi che produce contenuti e li distribuisce online all'interno di un'architettura della partecipazione. La possibilità di produrre contenuti a basso costo, ha permesso a chiunque avesse la passione per un'arte o forma culturale di ogni genere, di tentare vie alternative ai media mainstream per mettere in mostra le proprie abilità. Vediamo, all'interno delle piattaforme di condivisione, come singoli soggetti o gruppi di persone, condividano prodotti mediali da loro creati e promuovano se stessi dinnanzi un pubblico connesso che potrà visualizzare tali contenuti ed esprimere le proprie impressioni. Le testimonianze mediali delle forme artistiche reperibili in rete comprendono un'ampia scala di prodotti mediali. Troviamo: dalle band musicali che mettono online il loro primo singolo ai ragazzini che si cimentano nella beatbox, dai corpi di ballo che esibiscono i loro balletti ad aspiranti maghi che mostrano le loro abilità illusorie fino ad attori che inscenano performance teatrali.

### Fandom
Con il termine fandom si fa riferimento a un insieme di persone appassionate (fan) di un determinato prodotto mediale o fenomeno culturale. I fan, differentemente dallo spettatore tradizionale, si caratterizzano per un forte coinvolgimento emotivo che si trasforma in partecipazione attiva, così da diventare consumatori produttivi della loro passione mediale. “Si diventa “fan” non seguendo regolarmente un particolare programma, ma traducendone la visione in qualche tipo di attività culturale, condividendo con gli amici sentimenti e riflessioni sui contenuti, entrando in una “comunità” di altri fan con interessi comuni.” Attraverso le pratiche di partecipazione attiva, questi gruppi subculturali, creano spazi all'interno del web 2.0 che ruotano attorno ai propri interessi culturali e si appropriano dei testi mediali adattandoli alle proprie necessità. La popolarità di Star Trek ha alimentato un forte movimento tra le masse di appassionati (Trekkies) che si sono cimentati nelle riproduzioni creative dei materiali della serie TV. I fan hanno messo mano alla rielaborazione e creazione di ogni genere di elemento legato alla serie: giochi per bambini, giochi interattivi, costumi, lavori di cucito, programmi informatici e produzioni video. I fan costituiscono il segmento di pubblico più attivo che rielabora i contenuti e sfrutta la rete come canale di distribuzione per le produzioni amatoriali. La parodia più celebre di Star Wars, “George Lucas in Love” (1999), al momento della sua pubblicazione su Amazon, nella prima settimana, superò le vendite del DVD originale Star Wars Episode I: The Phantom Menace (1999). Come vediamo i fan si distinguono anche per la produzione di opere derivate date dalla rielaborazione dei materiali narrativi e audiovisivi prodotti dai professionisti e quindi protetti da copyright. Con la diffusione capillare dei mezzi tecnologici, digitali e le potenzialità del Web 2.0, i fan dispongono di ulteriori strumenti per la condivisione delle proprie produzioni. Scrivono sui blog, taggano o personalizzano i propri profili online con immagini, clip video e audio del proprio programma preferito. Producono fanfiction, storie scritte dai fan estendendo opere letterarie o cinetelevisive e fanart o fanvid, immagini o video creati rielaborando i contenuti audiovisivi.
Nel 2003, sulla spinta dell'enorme quantità di UGC generati e dall'enorme popolarità diffusa dei prodotti commerciali legati a Star Wars, la AtomFilms lanciò un concorso ufficiale per fanfilm.

## Esempi di UGC
L'impatto tra l'ambiente mass mediale e le audience attive, riprogetta l'insieme dei prodotti mediali immessi in rete. I fan gestiscono, contribuendo ad arricchire il flusso degli UGC, i prodotti culturali a cui sono appassionati agendo direttamente su di essi o generandone di nuovi. Applicano ai testi favoriti i propri gusti estetici integrandoli alle proprie esperienze sociali. Ricercano il piacere nel catturare gli elementi, dai prodotti mediali che più li colpisce, estraendoli e riportandoli all'interno di altri contesti. Questa pratica, di “saccheggiare” e portare via dalla “riserva” mediale e culturale ciò che sembra utile e di maggiore attrazione per il pubblico attivo, è stata definita da Michel De Certau come "bracconaggio".
L'espressione pratica di questa modalità di appropriazione da parte delle audience attive, a seconda delle forme, si distinguono in:
- Fanvid: opere audiovisive create dai fan mettendo insieme più sorgenti video e musicali poi distribuite tramite siti di content sharing.
- Fanfiction: produzioni cine-televisive prodotte rielaborando trame e personaggi di opere cinematografiche e televisive.
- Fansubbing: pratica amatoriale di sottotitolare episodi in lingua di serie TV o film
- Modding: consiste nella rielaborazione dei linguaggi di programmazione o della grafica dei giochi per mano dei modder, che apportano modifiche ai videogame come nuovi livelli, personaggi e oggetti.
- Machinima: cortometraggi d'azione sviluppati dai videogiocatori assemblando scene girate in 3D con motori di gioco dedicati

### Tutorial
Con il termine “tutorial” si indica un passaggio di conoscenza tramite una o più lezioni impartite on-line che sfruttano diverse strategie di esposizione, tra cui le forme più diffuse ovvero, quelle multimediali come animazione, video o semplici testo-immagine. I tutorial rientrano all'interno delle pratiche di content sharing e You Tube rappresenta la piattaforma principale dedicata alla condivisione di contenuti video, amatoriali ma non solo, da parte degli utenti. You Tube è costruito sulla base di un'architettura della partecipazione che predispone gli UGC a un'immediata condivisione. Gli utenti pubblicano video, mettono tag, li condividono in altre piattaforme, aggiungono descrizioni o commentano con le proprie idee. Pertanto, è possibile trovare tutorial su: make up, cosmetica in genere o benessere; abbigliamento e moda, cucina, meccanica, informatica, idraulica. musica, bricolage/fai da te e riuso creativo di materiali.
In Italia, Clio Zammatteo (meglio nota come Clio Make Up) è l'ideatrice di tutorial, su make-up ed estetica, di maggior successo. La sua notorietà risale al 2008, quando decise di aprire un canale You Tube, tra i più seguiti su YouTube Italia, che ha raggiunto circa 870.000 iscritti con all'attivo circa 206 milioni di visualizzazioni.

### Mashup
Il mashup consiste fondamentalmente nella trasformazione, da parte dell'utente, dei contenuti presenti nel web. Esistono molte forme di mashup che vanno dall'assemblaggio di spezzoni musicali alle serie TV, dalla letteratura di ogni genere alla rielaborazione di applicazioni web, fino al mashup di videogame. Le diverse tipologie di mashup che troviamo in rete, lasciano dedurre un alto grado di coinvolgimento emotivo da parte di coloro che si adoperano e mettano in pratica notevoli competenze nell'utilizzo degli strumenti, non solo del web, ma anche musicali come campionatori, mixer o programmi di editing e di grafica in generale. Anche i mashup, come gli altri contenuti, vanno ad arricchire l'enorme archivio digitale degli UGC e nel dettaglio possiamo trovare:
- Mashup (video): vengono assemblate più sorgenti video senza alcuna relazione comune.
- Mashup (musica): un genere musicale che combina la musica di una canzone con il canto di un'altra
- Mashup (informatica): vengono unite le informazioni provenienti da più applicazioni web. (es. HousingMaps)
- Mashup (libro): combina testi, solitamente classici, ad altri generi popolari come horror e narrativa.

### Remix
Con il termine “remix” si intende letteralmente “ri-modifica”. Il remix nella cultura digitale viene applicato ad ogni genere di contenuto e nella letteratura sociologica indica una società che rimaneggia materiali preesistenti, combinandoli tra loro, per produrre nuovi prodotti e opere derivate. Il giurista Lawrence Lessig con il suo libro, “Remix. Il futuro del copyright (e delle nuove generazioni)” del 2009, mette a confronto il passaggio da una cultura multimediale predefinita del 20º secolo, a una più recente nell'era dell'evoluzione tecnologica. Quello che avviene, nota Lessig, è un cambiamento della modalità di fruizione dei contenuti, non più di sola lettura, bensì di adattamento e modifica degli stessi. Come lo studioso dice, avviene un passaggio dalla RO (Read/Only) culture, alla RW (Read/Write) culture. Tuttavia, possiamo trovare remix di ogni genere: musicali per adattare un pezzo alla sua riproduzione in radio, in tv o su un dispositivo mobile; software, come il modding game; remix cinematografici; ma anche di opere letterarie, artistiche e di prodotti di consumo.

## UGC e piattaforme di pubblicazione contenuti
Di seguito vengono riportati degli esempi per illustrare e meglio comprendere i processi di produzione e consumo dei contenuti generati dagli utenti.
- Blog: sono siti web che nascono per l'espressione personale, in cui è possibile pubblicare contenuti testuali e multimediali. I “multi-author-blogs” (MABs) contengono articoli pubblicati da un vasto numero di autori tra cui professionisti di specifici settori e giornalisti. Siti come Tech in Asia e Buzzfeed permettono ai lettori di comunità professionali di postare articoli lasciando una sezione dedicata ai commenti degli utenti. I servizi di blogging più importanti sono WordPress, Blogger, ma più recente è il micro-blogging, riconducibile a piattaforme come Twitter e Tumblr. “Il blogging è una modalità di convergenza grassroots che mette in comune l'informazione usufruendo della competenza diffusa, discutendo le prove ed esaminando tutti i dati disponibili”[18].
- Forum in internet: ambiente web specifico dedicato al confronto online tra utenti partecipanti a una o più sezioni di discussione di una piattaforma informatica. Spesso intorno ai forum frequentati da utenti abituali che condividono gli stessi interessi si sviluppano delle comunità virtuali.
- Wiki: sito web costruito sulla base di una piattaforma o software collaborativo nel quale ogni utente, anche in forma anonima, può creare e modificare i contenuti. Wikipedia è l'esempio più noto di piattaforma collaborativa della rete. È uno dei più grandi database al mondo di contenuti generati dagli utenti, nonché un'enciclopedia libera.
- Servizi di rete sociale: sono piattaforme alimentate dagli utenti e dai contenuti da loro generati. All'interno di queste piattaforme gli utenti possono interagire pubblicamente o scambiare messaggi tramite chat private, postare immagini, link, condividere contenuti di altre persone o commentarli. Le piattaforme cosiddette di rete sociale più conosciute, sono: Facebook, Twitter, Instagram, Snapchat, YouTube LinkedIn, VKontakt e Telegram. Esistono anche reti sociali dedicate alla condivisione di file audio come SoundCloud;
- Siti di intrattenimento che permettono agli utenti di creare memi, clip-video e GIF come Reddit, 9GAG, 4chan, BuzzFeed, Upworthy, Inbound.org, e Distractify.
- Piattaforme che permettono di postare foto da mobile, fare video sharing come Picasa e Flickr. Quest'ultimo è un sito dove gli utenti hanno la possibilità di caricare foto personali scattate da loro alle quali aggiungono proprie descrizioni. Flickr non solo ospita immagini, ma le rende pubbliche e disponibili per il ri-uso senza modifiche. La piattaforma è totalmente basata su contenuti generati dagli utenti.
- Siti Web basati sulle recensioni dei clienti di hotel, ristoranti, B&B a altri luoghi di servizio come TripAdvisor, Booking, Hotels e Trivago.
- Piattaforme dedicate ad attività di finanziamento collettivo o sviluppo collettivo come Kickstarter o Indiegogo.
- Siti basati sulla produzione di testi e/o immagini originali come FanFiction.Net, imageboards;
- Piattaforme di condivisione di contenuti artistici come deviantArt e Newgrounds;
- Anche i videogiochi possono avere dei contenuti creati dagli utenti in forma di mods, fan patches. Alcuni giochi vengono proposti con level editor programmi che permettono ai fan di creare contenuti. Alcuni giochi di ruolo in rete multigiocatore di massa inclusi titoli come Star Trek Online e EverQuest 2 hanno dei sistemi UGC integrati nel gioco stesso.
- I metaversi possono essere mondi generati dagli utenti come Second Life.
- Piattaforme di ricerca di discussioni generate dagli utenti come Dealsplus, Slickdeals, and FatWallet che permettono all'utente di postare un tema e controllare quale discussione sta avanzando nella comunità. Poiché queste piattaforme dipendono dalle interazioni sociali tra gli individui questi siti possono entrare a volte nella categoria di social commerce.

L'avvento del contenuto generato dagli utenti segna una svolta nelle aziende che si occupano di media, dalla creazione di contenuti on line alla creazione di ambienti e strumenti per permettere a non professionisti (ovvero la "gente comune") di pubblicare i propri contenuti in luoghi importanti.
In anni recenti i contenuti generati dagli utenti sono stati per alcuni di essi una strada verso il successo. La canzone umoristica Because I Got High, di Afroman, divenne la più richiesta nelle radio statunitensi nel luglio del 2002, grazie al suo successo su Napster. Nell'estate del 2006, Brooke Brodack siglò un contratto per lo sviluppo di talenti, dopo la comparsa delle sue brevi scenette su YouTube. Le aziende si stanno sempre più interessando allo sfruttamento di spazi intesi in origine per i contenuti generati dagli utenti, come evidenziato dallo scandalo Lonelygirl15 su YouTube, dove un finto video blog venne usato per promuovere un'aspirante attrice. Sta diventando popolare da parte dei brand utilizzare i contenuti generati dagli utenti, ad esempio "Elf Yourself" - video di Natale di Jib Jab - ogni anno viene riproposto durante il periodo natalizio. Jib Jab permette alle persone di usare le loro foto con amici o parenti caricandole sulla rete e creando un video con il tema delle vacanze natalizie da condividere su internet; l'utente ha anche la possibilità di inserire gif animate nella foto.

## Rapporto tra UGC e mercato
I contenuti generati dagli utenti non si limitano a esprimere determinate forme comunitarie o fenomeni sociali, ma hanno anche un risvolto sul mercato e sull'economia relativa ai contenuti che vengono prodotti. Da un punto di vista economico il fenomeno dei contenuti generati dagli utenti costituisce una novità che permette di sperimentare nuovi modelli di contatto con il pubblico (si vedano ad esempio Long Tail e marketing personalizzato).
L'idea di contenuti prodotti all'interno di comunità di appassionati e di hobbisti non è nuova né lo è la sua dimensione di mercato (ad esempio, il modello della Cottage industry, che risale alla seconda rivoluzione industriale e che poi ha assunto caratteristiche di amatorialità e di lavoro a tempo parziale). Il riconoscimento e l'integrazione all'interno dei mercati dei contenuti generati dagli utenti è però un fattore inedito di novità che indica la profondità e radicalità del cambiamento introdotto dalle nuove tecnologie e dagli assetti sociali che sono emersi negli ultimi anni.
I contenuti generati dagli utenti sono parte integrante dell'economia dell'informazione. Le comunità di fan hanno sempre sostenuto che i loro sforzi creativi riflettono la logica di un'economia del dono, nella quale i beni circolano gratuitamente per condividere i benefici che ne derivano piuttosto che essere venduti per un guadagno personale.
Hyde scrive: “diversamente dalla vendita delle merci, la consegna del dono tende a stabilire una relazione. Tra le parti coinvolte. Inoltre, quando i doni circolano all'interno di un gruppo, il loro commercio lascia una serie di relazioni interconnesse nella sua scia ed emerge una specie di coesione decentralizzata.”
La logica della merce, contrapposta a quella del dono, minaccia le relazioni sociali che sono cresciute spontaneamente attorno alle attività produttive. I fan spingono per la creazione di canali no-profit, che permettono di condividere liberamente la loro produzione. Alcuni di loro hanno sottoscritto il The Geek Manifesto (The Geek Community 2008) come espressione della loro opposizione all'imposizione di valori commerciali o mainstream alla cultura alternativa che hanno costruito.
Un altro sforzo simile per ribadire il controllo sulle loro stesse pratiche culturali è la Organization for Transformative Works. L'OTW poneva come sue missioni: “Lavorare verso un futuro nel quale il lavoro dei fan sarà riconosciuto come legale e concorrente alla trasformazione, e accettato come una legittima attività creativa” Il gruppo non sta solo lavorando per creare siti alternativi per la distribuzione dei contenuti, ma sta anche organizzando la difesa legale e intellettuale delle loro pratiche tradizionali. Nel nuovo millennio, dunque, non solo produrre e condividere contenuti multimediali è sempre più facile ed economico, ma sempre più imprese incentivano tale attività per trarre profitti dalle dinamiche partecipative.
I critici del web 2.0 sostengono che l'utilizzo da parte di imprese commerciali dei prodotti del lavoro non retribuito svolto dai consumatori, sia una forma di sfruttamento. Le ricerche sulle fandom, invece, evidenziano come i consumatori produttivi ricevano ricompense dalle loro attività anche se non necessariamente di tipo economico. Alcuni fan sono infatti motivati a dedicarsi a lavori non retribuiti per il piacere dell'attività stessa e per la possibilità di entrare in contatto con altre persone con gusti simili.
Meccanismi facilitatori quali quello degli user generated content hanno il ruolo fondamentale di contribuire allo sviluppo dell'economia ibrida di mercato, che rappresenta una risorsa significativa per il mercato interno. Si potrebbe affermare che, in realtà, il mercato si sia autonomamente adeguato ai cambiamenti nelle modalità di creazione, produzione e diffusione delle opere dell'ingegno che la rete internet ha generato tramite il ricorso, al livello dell'autonomia privata, a meccanismi contrattuali, quali le licenze aperte (es. Licenze Creative Commons), che permettono di adattare all'ambiente digitale gli strumenti tradizionalmente offerti dal diritto d'autore, in particolare quelli relativi, appunto, ai diritti patrimoniali. Tuttavia, le possibilità che la rete internet offre sono solo in parte colte tramite il ricorso a tali meccanismi, e la crescente “produzione sociale” necessita dunque di considerazione autonoma, che non faccia affidamento sulla sola autonomia privata, ma adotti regole che costituiscono la regola di default per l'ambiente digitale.
Ogni paese gestisce il flusso di questi contenuti sulla base della legislazione nazionale, definendo e prevenendo le responsabilità, adattando il proprio ordinamento al fine di tutelare anche questo fenomeno.

## La visione critica di Andrew Keen
Il termine “contenuto generato dagli utenti” ha ricevuto delle critiche, che al momento vertono sulla correttezza, la qualità, la privacy e la sostenibilità del lavoro creativo in termini di riconoscimento del lavoro, proprietà intellettuale e diritti d'autore. Andrew Keen, imprenditore e scrittore inglese, evidenzia il rischio di un appiattimento culturale che si consuma attorno alla dissoluzione del confine tra autore e pubblico e che mette in crisi sia l'idea di “autorialità” che di “proprietà intellettuale”, grazie ai contenuti che circolano nel web. Nel suo libro “Il culto dell'amatore”, oltre alle critiche, mette in luce anche alcuni aspetti ancora poco chiari del web 2.0 e dell'economia su cui è basato.
Grazie ai mezzi oggi a disposizione viene esaltata la presunta democratizzazione di internet rischiando così, secondo l'autore, di portare un eccessivo livellamento e a una certa confusione sul concetto di autore. Questo fenomeno è visto come un sintomo della democratizzazione della produzione di contenuti multimediali reso possibile dalla diffusione di soluzioni hardware e software semplici e a basso costo.
“Milioni e milioni di scimmie esuberanti che stanno dando vita a una foresta infinita di mediocrità”
Keen punta il dito sulla dittatura del dilettante che si impone su quella dell'esperto. Dietro alle apparenze di una disintermediazione capace di democratizzare i processi conoscitivi e produttivi, il web 2.0 nasconde un'ideologia che, in realtà, propone una forma di appiattimento del mondo e di svaporamento dei valori che tengono insieme processi educativi, conoscitivi e produttivi.

## Legislazione in Europa
È noto, al momento, che gli user generated content si muovano in un'area grigia del diritto, all'interno della quale si vanno affermando della pratiche che sono in qualche modo “tollerate” dai titolari dei diritti. In un certo senso, quindi, l'assenza di un'espressa previsione in materia di UGC ne favorisce la diffusione, pur contribuendo ad aumentare l'incertezza del diritto e ad alimentare la zona grigia all'interno della quale il fenomeno si sviluppa.
Per quanto la modernizzazione del diritto d'autore possa essere intrapresa a diversi livelli, essa dovrebbe in ogni caso riflettere il contemperamento tra le numerose istanze e le molteplici sfaccettature che questo istituto assume a seconda del contesto tecnologico, sociale ed economico di riferimento. Nell'atto di produzione è spesso coimplicata la distribuzione online da parte dello stesso produttore e la circolazione è soggetta a pratiche di re-distribuzione, filtraggio collettivo, pareri e modifiche che spesso finiscono per riportare i contenuti da chi li ha prodotti affinché siano modificati. Il pubblico o il consumatore di questi contenuti amatoriali è quindi parte costitutiva e sempre più visibile del processo.
La legge di riferimento per il diritto d'autore, nell'ordinamento italiano, è la legge del 22 aprile 1941 n. 633 sulla “Protezione del diritto d'autore e di altri diritti connessi al suo esercizio. L'Italia, come gli altri paesi europei, risponde a una serie di direttive che mirano ad adattare l'ordinamento italiano a quello di tutti gli altri paesi dell'unione. Tale legge è stata modificata negli anni, per conformarsi a una serie di direttive europee.
Un rapporto realizzato da Turner Hopkins per conto dell'Ofcom (Office of communications, l'equivalente dell'Agcom) britannico, con l'illuminante titolo The Value of User-Generated Content, analizza gli user generated content (UGC), cioè quei contenuti realizzati direttamente dagli utenti, valutandone il valore non solo in ambito sociale e culturale, ma anche in quello economico. Il rapporto, si sofferma in particolare sul fenomeno che ha visto la luce negli ultimi 5 anni, la nascita di un livello più "leggero" di UGC, denominato "social curation", dove l'impegno è rivolto principalmente al commento e alla valutazione di contenuti altrui. Vista nel complesso, si tratta di un'attività di massa che trova la sua motivazione in esigenze di esplicazione della propria personalità, creatività, altruismo (es. wikipedia, i cui autori non sono nemmeno conosciuti), l'essere parte di un discorso pubblico, ma anche favorire o creare una carriera lavorativa.
Secondo il rapporto Ofcom gli UGC consentono di realizzare nuovi modelli di business (crowdfunding, volontariato, servizi di distribuzione e pubblicità, ecc..), in particolare nel settore tecnologico e in aree di aggregazione, social curation, guidano l'innovazione, stimolano la partecipazione politica (es. l'elezione di Obama, la primavera Araba) e sociale, alimentano il dibattito di massa, la condivisione della cultura, creano nuove opportunità nel settore educativo, sanitario e dei media locali ("hyperlocal media"). E nel contempo creano anche nuove occasioni di business per gli operatori storici di contenuti ("content incumbents").
Il rapporto Ofcom evidenzia come il rafforzamento della tutela dei diritti di proprietà intellettuale è una minaccia per gli UGC, ribaltando completamente l'approccio generalmente utilizzato da governi e stampa.
Anche in Italia, così come in tutto il mondo, sono state introdotte diverse tipologie di licenze note come licenze Creative Commons (o "licenze CC") che forniscono un modo semplice e standardizzato per comunicare quali diritti l'autore dell'opera si riserva e a quali altri rinuncia, a beneficio degli utilizzatori.
Sono delle licenze di diritto d'autore che si basano sul principio di "alcuni diritti riservati".
I contenuti soggetti a creative commons contengono diverse possibilità di manipolazione, con citazione da parte di chi ha contribuito a dare una nuova forma.
Il funzionamento delle CCPL è reso possibile dal fatto che la legge italiana sul diritto d'autore - così come, in generale, le corrispondenti normative nazionali e internazionali - riconosce al creatore di un'opera dell'ingegno una serie di diritti; allo stesso tempo, la legge permette al titolare di tali diritti di disporne.
Le CCPL, infatti, rendono semplice, per il titolare dei diritti d'autore, segnalare in maniera chiara che la riproduzione, diffusione e circolazione della propria opera è esplicitamente permessa.